# 三橋栄三郎
三橋 栄三郎（みつはし えいざぶろう、1960年1月5日 - ）は日本の元バレーボール選手。元バレーボール全日本。

## 来歴
青森県出身。弘前工業高校、日本体育大学卒業。
1982年に富士フイルムに入社、日本リーグでは優勝5回、最高殊勲選手賞3回、スパイク賞2回と活躍。全日本では1984年ロサンゼルス五輪、1988年ソウル五輪に出場し超高速Bクイックを武器に全日本の中心選手として活躍した。
1987年の第1回ビーチバレージャパンでは、岩島章博と組んで出場。決勝で川合・熊田ペアと対戦し準優勝となった（ちなみに4人とも富士フイルムの選手だった）。
1992年3月29日、大阪城ホールで行われた日本リーグ最終順位決定リーグ・新日鉄戦の第四セットのプレー中、右足アキレス腱を部分断裂した。
1992年5月18日発売の週刊ポストによって、二人の女性と入籍をしていたという重婚スキャンダルが報道され波紋を広げた。その後は離婚、和解はしたものの肉体的（右足アキレス腱にも違和感が残り）・精神的にもバレーボールを続けることは出来ず、バレー界の表舞台から姿を消すことになった。
その後、富士フイルム社会教育課に所属し活躍した。
2015年より日本ウェルネススポーツ専門学校男子バレーボール部監督に就任。

## 所属チーム
- 弘前工高
- 日体大
- 富士フイルム

## 受賞歴
- 1984年 - 第17回日本リーグ ベスト6
- 1985年 - 第18回日本リーグ ベスト6
- 1985年 - 第34回黒鷲旗 ベスト6
- 1986年 - 第19回日本リーグ 最優秀選手賞、スパイク賞、ベスト6
- 1986年 - 第35回黒鷲旗 ベスト6
- 1987年 - 第20回日本リーグ 最優秀選手賞、スパイク賞、ベスト6
- 1987年 - 第36回黒鷲旗 黒鷲賞（最高殊勲選手）、ベスト6
- 1988年 - 第21回日本リーグ 最優秀選手賞、ベスト6
- 1988年 - 第37回黒鷲旗 ベスト6
- 1989年 - 第22回日本リーグ ベスト6